# Every Good Boy Deserves Favour
Every Good Boy Deserves Favour è il settimo album del gruppo rock The Moody Blues, prodotto nel 1971.

## Il disco
L'album presenta l'unica traccia scritta da tutti e cinque i membri della band, l'overture Procession, un brano che descrive la storia della musica dall'inizio del tempo fino ai tempi contemporanei del disco (1971). Le uniche tre parole del testo -Desolation, Creation, Communication- sono state usate similmente (insieme a molte altre parole che terminano in inglese con il suffisso "-ation") nella traccia One More Time to Live.
Every Good Boy Deserves Favour ha raggiunto il primo posto nelle classifiche degli album britannici, oltre a una permanenza di tre settimane al secondo posto negli Stati Uniti, e ha prodotto un singolo della top 40, The Story in Your Eyes. La traccia Emily's Song è stata scritta da John Lodge per la sua neonata figlia. Mike Pinder ha scritto e cantato il brano conclusivo dell'album My Song.
Il titolo è preso dal metodo inglese mnemonico di studio per le note della chiave di violino: E-G-B-D-F. Queste note possono essere ascoltate, suonate al pianoforte, durante il brano Procession.
L'album è stato l'ultimo a presentare il mellotron come unico strumento a nastro, in quanto verrà poi utilizzato in combinazione con il chamberlin (un altro dispositivo che utilizza nastro registrato per generare suoni) nel successivo album in studio dei Moody Blues, Seventh Sojourn del 1972. L'album è stato mixato e pubblicato sia in stereo che in quadrifonia.
Nell'aprile 2007 l'album è stato rimasterizzato in formato Super Audio CD, con due tracce extra. Nel 2008 è stato pubblicato in formato CD audio standard con le stesse tracce bonus.
La copertina è stata imitata da David Tibet, leader della band dark progressive rock Current 93, per Halo, album dal vivo pubblicato nel 2004.

## Tracce
1. Procession – 4:40 - (Graeme Edge/Justin Hayward/John Lodge/Mike Pinder/Ray Thomas)
2. The Story in Your Eyes – 2:57 - (Hayward)
3. Our Guessing Game – 3:34 - (Thomas)
4. Emily's Song – 3:41 - (Lodge)
5. After You Came – 4:37 - (Edge)
6. One More Time to Live – 5:41 - (Lodge)
7. Nice to be Here – 4:24 - (Thomas)
8. You Can Never Go Home – 4:14 - (Hayward)
9. My Song – 6:20 - (Pinder)

## Formazione
- Justin Hayward - chitarra, voce
- John Lodge - basso, voce
- Michael Pinder - tastiera, voce
- Ray Thomas - flauto, voce
- Graeme Edge - batteria